# Московсько-шведська війна (1495—1497)
Московсько-шведська війна 1495—1497 років — перша війна між Московським царством і Шведським королівством.

## Причини
Основною причиною стала боротьба Івана III (Великого) проти монополії Ганзи на мореплавання і торгівлю на Балтиці:334. У попередні десятиліття новгородське боярство мало що могло протиставити своєму нерівноправному становищу в торгівлі з Заходом, однак Іван III погодитися на такий стан справ не міг. У 1493 році він закрив Ганзейський двір в Новгороді і уклав союз з королем Данії Гансом, який сподівався захопити шведський трон. Ще однією причиною конфлікту зі «свеями» стало питання про кордон і порушення шведською стороною умов Орєховецького миру 1323 року:385.

## Хід військових дій
Відповідно до угоди, Іван III послав князів Данила Щеня (на чолі московської раті), Якова Кошкіна-Захар'їна (на чолі новгородської раті) і Василя Федоровича Шуйського (на чолі псковської раті) осадити шведський замок Виборг. Щоб краще керувати військовими діями, государ прибув на час походу в Новгород.
Про хід облоги Виборга відомо насамперед зі шведських хронік. Вона тривала протягом трьох місяців і взяттям міста не увінчалася. Незважаючи на те, що московським воїнам під час одного із штурмів вдалося зруйнувати дві вежі і захопити частину міського муру, цей успіх розвинути не вдалося. За деякими даними, комендант замку підірвав запаси пороху, що збенетежило росіян. У боях за місто від кулі загинув популярний воєвода Іван Андрійович Субота Плещеєв. У грудні московське військо, яке не мало поки досвіду взяття великих фортець, сильно розоривши околиці Виборга, повернулося в Новгород. Під час облоги шведський король Стен Стуре послав на допомогу Виборгу лицарське військо, яке по льоду перейшло Балтійське море до Аландських островів. Рушивши далі в похід морем, лицарі потрапили в сильний шторм, який розкидав їх флот:342.
У наступному році московські воєводи Василь Косий і Андрій Челяднін, з ходу взявши Нішлот, спустошили всю південну Фінляндію аж до Ботнічної затоки:345.Особливо постраждали райони Саво і Хяме. У відповідь, Стен Стуре мобілізував в Турку велику рать, але наздогнати московське військо, яке, дізнавшись про виступ шведів, повернулося в свої володіння «з великим полоном», не зміг. Інший загін прямував уздовж берега, примушуючи місцевих фінів до покірності. Ще одне московське військо на чолі з князями Іваном і Петром Ушатими, допливши по морю з гирла Північної Двіни, вторглося в північну і центральну Фінляндію з боку Кольського півострова і, також не зустрівши опору, розорило ряд міст.
Не зумівши організувати опір в Фінляндії, шведське військо несподівано висадилося під новою фортецею Івангород і взявши його приступом, влаштувало в ньому поголовну різанину:24 і підпалила. Дізнавшись про наближення війська з Пскова, шведи поспішно сіли на кораблі і відплили.
У березні 1497 року в Новгороді було укладено перемир'я зі шведами строком на шість років.

## Результати
Після того, як на шведський престол зійшов Ганс, військові дії були відкладені до 1508 року, коли Швеція і Росія ратифікували мирний договір, який повинен був діяти протягом 60 років. Хоча війна не привела ні до яких територіальних придбань обох воюючих сторін, обидві держави підтверджували договір в 1513 і 1524 роках.

## Пам'ять

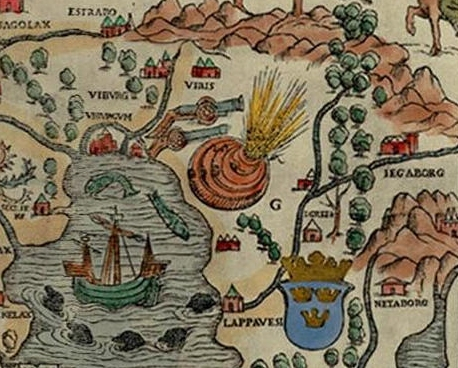
Виборзький грім на Carta Marina 1539 року.

Пам'ять про сильний вибух в Виборзькій фортеці 30 листопада 1495 досі зберігається в фінському фольклорі (фін. Viipurin pamaus). Однак, не виключається, що деякі історії були створені в пізніший час.
Найбільш популярна версія вибуху така: захист фортеці здійснював гарнізон, очолюваний комендантом Кнутом Поссе. Московські війська ж повинні були будь-якою ціною захопити місто. Згідно з легендою, Кнут Поссе в одній з веж міської стіни — вежі св. Андрія — підірвав особливу вибухову суміш. В інших історіях стверджується, що в ході облоги міста в небі виникла фігура, що нагадує андріївський хрест. Вважається, що 30 листопада — це переддень свята апостола Андрія, так що облягали вирішили, що на допомогу обложеним прийшов їх небесний покровитель.